# Slugs
De Slugs zijn een Inuitvolk in de fictieve wereld van de stripserie Thorgal. Zij zijn de oorspronkelijke bewoners van het eiland dat bekendstaat als het eiland van de bevroren zeeën en werden door de laatste nazaten van het Sterrenvolk onderworpen toen deze terugkeerden naar de Aarde. De Slugs waren van oorsprong vooral jagers, vissers en rendierherders. Door de komst van het Sterrenvolk kwamen zij in aanraking met hun hoogstaande technologie en leerden hun machines te bedienen. Zij werden de bedienden in hun huizen, waren de bewakers van de slaven die in de fabrieken te werk werden gesteld en voeren als bemanningsleden op hun schepen.